# UCHL3
UCHL3 (англ. Ubiquitin C-terminal hydrolase L3) – білок, який кодується однойменним геном, розташованим у людей на короткому плечі 13-ї хромосоми. Довжина поліпептидного ланцюга білка становить 230 амінокислот, а молекулярна маса — 26 183.
| 10         |  | 20         |  | 30         |  | 40         |  | 50         |
| ---------- |  | ---------- |  | ---------- |  | ---------- |  | ---------- |
| MEGQRWLPLE |  | ANPEVTNQFL |  | KQLGLHPNWQ |  | FVDVYGMDPE |  | LLSMVPRPVC |
| AVLLLFPITE |  | KYEVFRTEEE |  | EKIKSQGQDV |  | TSSVYFMKQT |  | ISNACGTIGL |
| IHAIANNKDK |  | MHFESGSTLK |  | KFLEESVSMS |  | PEERARYLEN |  | YDAIRVTHET |
| SAHEGQTEAP |  | SIDEKVDLHF |  | IALVHVDGHL |  | YELDGRKPFP |  | INHGETSDET |
| LLEDAIEVCK |  | KFMERDPDEL |  | RFNAIALSAA |  |            |  |            |

A: Аланін

C: Цистеїн

D: Аспарагінова кислота

E: Глутамінова кислота

F: Фенілаланін

G: Гліцин

H: Гістидин

I: Ізолейцин

K: Лізин

L: Лейцин

M: Метіонін

N: Аспарагін

P: Пролін

Q: Глутамін

R: Аргінін

S: Серин

T: Треонін

V: Валін

W: Триптофан

Кодований геном білок за функціями належить до гідролаз, протеаз, тіолових протеаз, фосфопротеїнів. 
Задіяний у такому біологічному процесі, як убіквітинування білків. 
Локалізований у цитоплазмі.